# Ivica Kralj
Ivica Kralj (in serbo Ивица Краљ?; Tivat, 26 marzo 1973) è un ex calciatore montenegrino, già di nazionalità jugoslava e serbo-montenegrina.

## Carriera

### Club
Prima di andare a giocare in Russia, ha vestito le divise di Arsenal Tivat, Partizan (138 presenze), Jastrebac Niš, Porto (in Portogallo) e PSV (nei Paesi Bassi).

### Nazionale
Tra il 1996 ed il 2002 ha vestito per 41 volte la maglia della Nazionale jugoslava, partecipando anche al campionato del mondo 1998 e il campionato d'Europa 2000.

## Palmarès

### Club

#### Competizioni nazionali
- Coppa di Serbia e Montenegro: 1

Partizan: 1991-1992
- Supercoppa di Portogallo: 1

Porto: 1998
- Campionato olandese: 1

PSV: 1999-2000
- Supercoppa dei Paesi Bassi: 1

PSV: 2000
- Campionato serbomontenegrino: 2

Partizan: 2002-2003, 2004-2005